# Marie Wegner
Marie Apollonia Pauline   Wegner (* 16. September 1859 in Bogdanowo, Provinz Posen, Königreich Preußen; † 8. Januar 1920 in Rostock) war eine deutsche Frauenrechtlerin und Publizistin.

## Leben
Marie Witt wuchs in der Provinz Posen auf, wo ihr Vater Nikolaus Martin Witt Gutsbesitzer und Stadtrat war, die Mutter war Apollonia, geborene Meissner (1840–1922).
Marie besuchte seit etwa 1871 die Lehr- und Erziehungsanstalt Margarete Balsat, damals unter der Leitung von Julie Frank, in Dresden und wohnte in dieser Zeit bei ihrer Tante.
1883 heiratete sie den Reichsbahnrat Gustav Wegner. 1884 lebte sie mit ihm in Gelsenkirchen, 1886 in Elberfeld, 1890 in Berlin und seit 1894 in Glogau in Schlesien. Dort gründete Marie Wegner den Ortsverband von Frauenwohl und engagierte sich für die Verbesserung der Lebenssituation von Frauen. 1900 kaufte der Verein etwas Ackerland und bot Frauen einzelne Teile zum Anbau von Gemüse an.
1901 wurde die Familie nach Düsseldorf versetzt. Dort engagierte sich Marie Wegner im Verein für Frauenfürsorge.
Seit 1903 lebte die Familie in der niederschlesischen Hauptstadt Breslau. Dort gründete Marie Wegner den Schlesischen Frauenverband und wurde dessen Vorsitzende.
1904 hielt sie einen Vortrag beim Internationalen Frauenkongreß in Berlin.
1905 kam sie mit den pazifistischen Ideen von Bertha von Suttner in Berührung.
Seit 1907 leitete Marie Wegner außerdem die Propagandakommission des Bundes Deutscher Frauenvereine.
1908 lebte sie kurzzeitig in Wernigerode im Harz.
Seit dem Beginn des Ersten Weltkrieges 1914 engagierte sich Marie Wegner mit weiteren Frauen für dessen sofortige Beendigung. 1915 nahm sie am Internationalen Frauenkongress in Den Haag teil, der sich ebenfalls dafür einsetzte.
1920 starb Marie Wegner nach einer schweren Krankheit.

## Ehe und Nachkommen
Marie Witt war mit Gustav Friedrich Richard Wegner (1851–1921) seit 1883 verheiratet. Sie hatten drei Söhne
- Richard Nikolaus Wegner (Richard N. Wegner; 1884–1967), Professor für Anatomie in Rostock, Medizinhistoriker[3]
- Armin Theophil Wegner (Armin T. Wegner; 1886–1978), Schriftsteller und Publizist, berichtete vom Völkermord an den Armeniern im Osmanischen Reich, protestierte in einem Brief an Hitler gegen die Verfolgung der Juden, seit 1968 Gerechter unter den Völkern
- Heinrich Gustav Wegner (1892–1916), Photographenausbildung, starb tragisch bei einem Flugunfall

## Publikationen (Auswahl)
Marie Wegner veröffentlichte zahlreiche Artikel, in denen sie sich vor allem für die Verbesserung der Situation von Frauen einsetzte. Sie gab mehrere Frauenzeitschriften heraus.
Zeitschriften
- Mitteilungen des Schlesischen Frauenverbandes, 1906–1909[4]
- Die Frau im Osten. Deutsche Zeitschrift für moderne Frauenbestrebungen. Organ für die Interessen der Frauenbewegung in den östlichen Provinzen, 1910–1912 kurzer Auszug
- Die Frau der Gegenwart. Deutsche Zeitschrift für moderne Frauenbestrebubgen, 1912–1915

Schriften
- Die Lage der Landarbeiterinnen, 1905
- Merkbuch der Frauenbewegung, 1908 Digitalisat, umfangreiches Verzeichnis vieler deutscher Frauenrechtsorganisationen  und deren Vorsitzenden
- Die Armen- und Waisenpflege, 1908